# Taubenturm (Cairon)

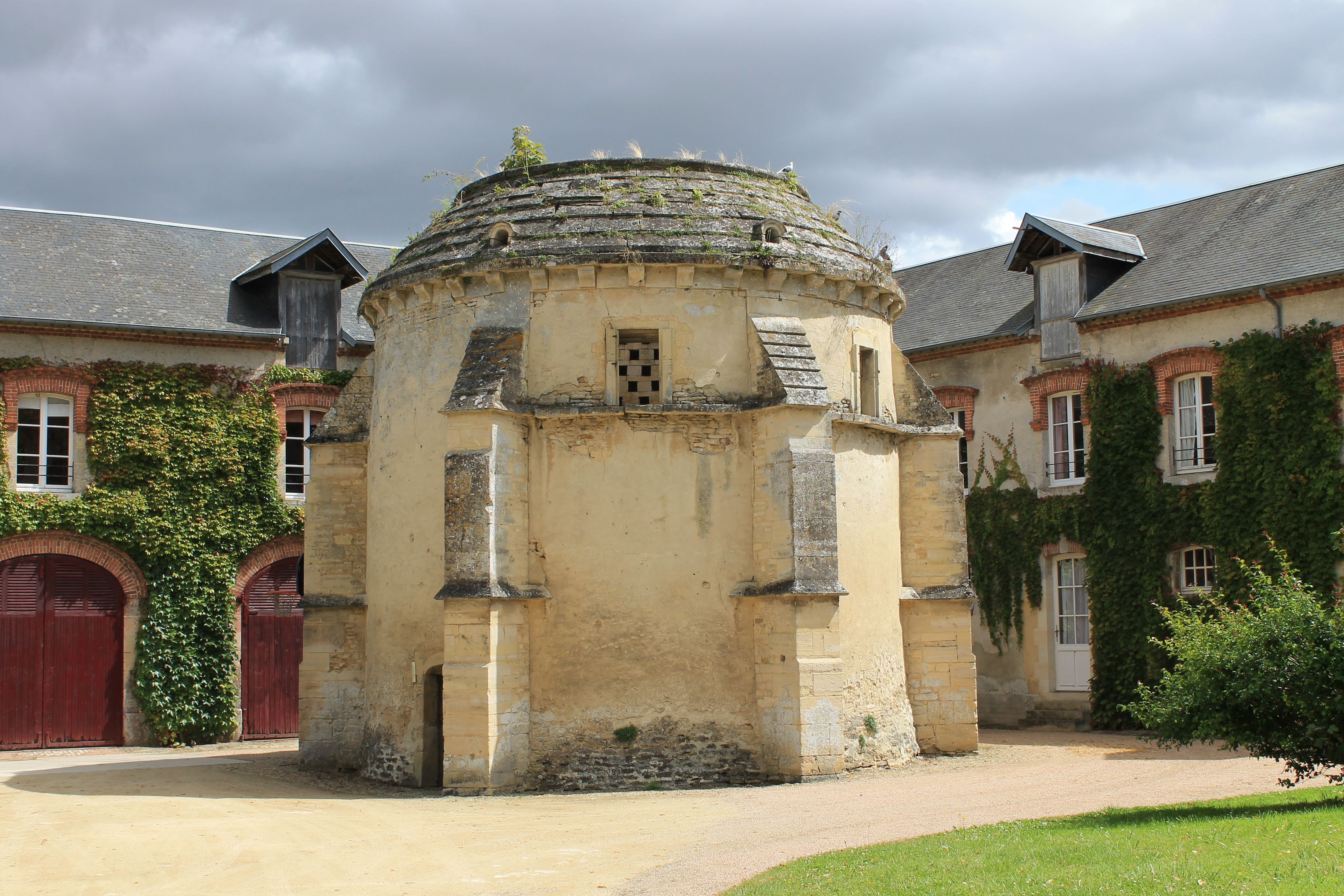
Taubenturm in Cairon

Der Taubenturm (französisch colombier oder pigeonnier) in Cairon, einer französischen Gemeinde im Département Calvados in der Region Normandie, wurde im 16. Jahrhundert errichtet. Der Taubenturm des Schlosses steht seit 1933 als Monument historique auf der Liste der Baudenkmäler in Frankreich.
Der runde Turm mit sieben Meter Durchmesser hat Strebepfeiler und eine Schieferdeckung.